# Síndrome da morte do capim-marandu

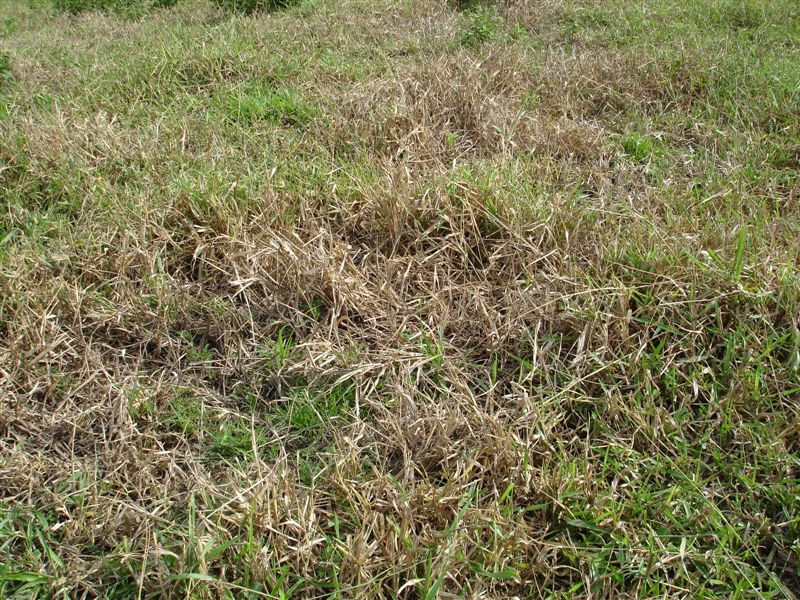
Pasto atacado pela síndrome

A síndrome da morte do capim-marandu ou capim-braquiarão (Brachiaria brizantha cv. Marandu) tem afetado pastagens no Acre, Amazonas, Pará, Rondônia, Mato Grosso, Tocantins e Maranhão. O problema tem sido particularmente grave no Acre, onde já é uma das principais causas de degradação de pastagens naquele estado. No nordeste e sul do Pará e norte do Tocantins, a síndrome da morte do capim-marandu, também, atinge proporções preocupantes.
Essa síndrome manifesta-se durante a época chuvosa, principalmente em áreas que apresentam solos com drenagem deficiente, situadas em regiões com períodos chuvosos intensos e com altas temperaturas e níveis de umidade do ar. Inicialmente, aparece em áreas isoladas (manchas ou reboleiras), expandindo-se, posteriormente, para o restante da pastagem. As plantas atingidas por esse problema, normalmente morrem, adquirindo aspecto de "fenadas".
Resultados de estudos indicam que síndrome da morte do capim-marandu teria a sua origem a partir de alterações fisiológicas e morfológicas sofridas por esse capim, quando exposto a períodos de excesso de água no solo. Essas alterações, afetariam o metabolismo do capim-marandu, tornando-o mais suscetível a ataques oportunistas de fungos patogênicos, os quais, em condições normais, não seriam capazes de causar danos sérios à planta.
Assim, a exposição do capim-marandu ao excesso de água no solo, mesmo que por curtos períodos de tempo, poderia aumentar a sua predisposição para infecções, ou mesmo causar regeneração insuficiente das raízes já infectadas por patógenos, ou outros agentes bióticos. Ademais, seria possível supor que estresses adicionais, como o superpastejo e os baixos níveis de determinados nutrientes no solo, como o fósforo e o potássio, devido à influência que teriam no comportamento morfofisiológico da planta e particularmente das raízes, poderiam agir sinergicamente para potencializar os efeitos causados pela síndrome da morte do capim-marandu.
No momento, a alternativa recomendada para lidar com o problema é a substituição do capim-marandu, nas áreas já afetadas e áreas de risco, por capins relativamente mais tolerantes a solos com drenagem deficiente, evitando, assim, a monocultura dessa gramínea.
A síndrome da morte do capim-marandu, além de ser um desafio agronômico para pesquisadores, técnicos e pecuaristas, constitui-se, também, em um alerta para o perigo da monocultura.